# Haití en los Juegos Olímpicos
Haití en los Juegos Olímpicos está representado por el Comité Olímpico Haitiano, creado en 1914 y reconocido por el Comité Olímpico Internacional en 1924.
Ha participado en 18 ediciones de los Juegos Olímpicos de Verano, su primera presencia tuvo lugar en París 1900. El país ha obtenido dos medallas en las ediciones de verano, una de plata y una de bronce.
En los Juegos Olímpicos de Invierno ha participado en una ocasión, en Pekín 2022. El país no ha conseguido ninguna medalla en las ediciones de invierno.

## Medallero

### Por edición
| Evento              | Oro | Plata | Bronce | Total |
| ------------------- | --- | ----- | ------ | ----- |
| París 1900          | 0   | 0     | 0      | 0     |
| 1904 – 1920         | –   | –     | –      | –     |
| París 1924          | 0   | 0     | 1      | 1     |
| Ámsterdam 1928      | 0   | 1     | 0      | 1     |
| Los Ángeles 1932    | 0   | 0     | 0      | 0     |
| 1936 – 1956         | –   | –     | –      | –     |
| Roma 1960           | 0   | 0     | 0      | 0     |
| 1964 – 1968         | –   | –     | –      | –     |
| Múnich 1972         | 0   | 0     | 0      | 0     |
| Montreal 1976       | 0   | 0     | 0      | 0     |
| Moscú 1980          | –   | –     | –      | –     |
| Los Ángeles 1984    | 0   | 0     | 0      | 0     |
| Seúl 1988           | 0   | 0     | 0      | 0     |
| Barcelona 1992      | 0   | 0     | 0      | 0     |
| Atlanta 1996        | 0   | 0     | 0      | 0     |
| Sídney 2000         | 0   | 0     | 0      | 0     |
| Atenas 2004         | 0   | 0     | 0      | 0     |
| Pekín 2008          | 0   | 0     | 0      | 0     |
| Londres 2012        | 0   | 0     | 0      | 0     |
| Río de Janeiro 2016 | 0   | 0     | 0      | 0     |
| Tokio 2020          | 0   | 0     | 0      | 0     |
| París 2024          | 0   | 0     | 0      | 0     |
| TOTAL               | 0   | 1     | 1      | 2     |

| Evento     | Oro | Plata | Bronce | Total |
| ---------- | --- | ----- | ------ | ----- |
| Pekín 2022 | 0   | 0     | 0      | 0     |
| TOTAL      | 0   | 0     | 0      | 0     |

### Por deporte
Deportes de verano
| Evento    | Oro | Plata | Bronce | Total |
| --------- | --- | ----- | ------ | ----- |
| Atletismo | 0   | 1     | 0      | 1     |
| Tiro      | 0   | 0     | 1      | 1     |
| TOTAL     | 0   | 1     | 1      | 2     |